# Georges Bentouré

a Compétitions nationales et continentales officielles uniquement.

George Bentouré, né le 25 février 1910 à Sorède et mort le 5 novembre 1993 à Cerbère, est un joueur de rugby à XV et de rugby à XIII évoluant au poste d'ailier ou de centre dans les années 1930 et 1940.
Natif des Pyrénées-Orientales à Sorède, George Bentouré fait ses premiers pas dans le rugby à XV au club de l'US Perpignan puis de l'USA Perpignan avec lequel il remporte le Challenge Yves du Manoir 1935 puis poursuit à l'avenir valencien de Valence d'Agen. Il répond positivement durant l'été 1938 à rejoindre le Toulouse olympique XIII. Il prend part à la finale de la Coupe de France en 1939 avec Frantz Sahuc, Sylvain Bès, Raphaël Saris et Alexandre Salat.

## Biographie
Il naît le 25 février 1910 à Sorède. Son père, Joseph Bentouré, est ouvrier fouettiste et sa mère se prénomme Anna Tocabens. Il s'est marié en la mairie de Cerbère le 4 avril 1944 à Andrée Colomer,.
Alors à l'Avenir valencien de Valence d'Agen, en juillet 1938, Georges Bentouré choisit de rejoindre le rugby à XIII en signant au Toulouse olympique XIII où il peut jouer alternativement au poste d'ailier et de centre, mais se fixe plutôt à l'aile où au fil de la saison il affirme son potentiel avec des placages durs et un bon replacement qu'en début de saison à l'instar de son coéquipier ailier international Raphaël Saris, catalan comme lui et étant passé par Valence d'Agen. Lors de cette saison 1938-1939, il affronte en finale à Toulouse de la Coupe de France 1939 le club perpignanais du XIII Catalan où jouent ses anciens coéquipiers de l'USA Perpignan Roger Vaills, Joseph Ollet et Ferdinand Danoy. Toulouse compte quelques absences tels Louis Brané, Sabatier et Adrien Maurel et subit la vitesse des Catalans. Bentouré, par deux fois, tente sa chance avec audace pour trouver le champ libre sur son couloir mais s'est vu rattrapé et projeté en touche à chacune de ses tentatives. Le XIII Catalan remporte la Coupe 7-3. Bentouré est prevu pour la saison 1939-1940 mais la Seconde Guerre mondiale débute, Bentouré est incorporé au corps franc l'infanterie au grade de sergent où l'on salue son « courage et son esprit ». Il est ensuite prisonnier en Alsace et Allemagne au côté de son camarade du TO Barthère.
Revenu en février 1941, il retourne en Roussillon à Cerbère, joue en 1941 à l'Olympique de Marseille puis revient à Perpignan, non à l'USA Perpignan mais joue pour le RC Catalan, émanation du XIII Catalan qui dut jouer au XV en raison de l'Interdiction du rugby à XIII en France par le régime de Vichy, aux côtés de François Noguères, Jep Maso, André Bruzy et Ollet. Le club réalise un parcours qui l'emmène en demi-finale de zone Sud du Championnat de France de rugby à XV 1943 éliminant le Lyon OU et l'USO Montpellier avant d'être battu par l'AS Montferrand 12-13.

## Palmarès

### Rugby à XV
- Collectif :
  - Vainqueur du Challenge Yves du Manoir : 1935 (Perpignan).
  - Finaliste du Championnat de France : 1935 (Perpignan).

### Rugby à XIII
- Collectif :
  - Finaliste de la Coupe de France : 1939 (Toulouse).